# Gmina Stara Kamienica
Die Gmina Stara Kamienica ist eine Landgemeinde im Powiat Karkonoski der Woiwodschaft Niederschlesien in Polen. Ihr Sitz ist das gleichnamige Dorf (deutsch Altkemnitz) mit etwa 1700 Einwohnern.

## Geographie

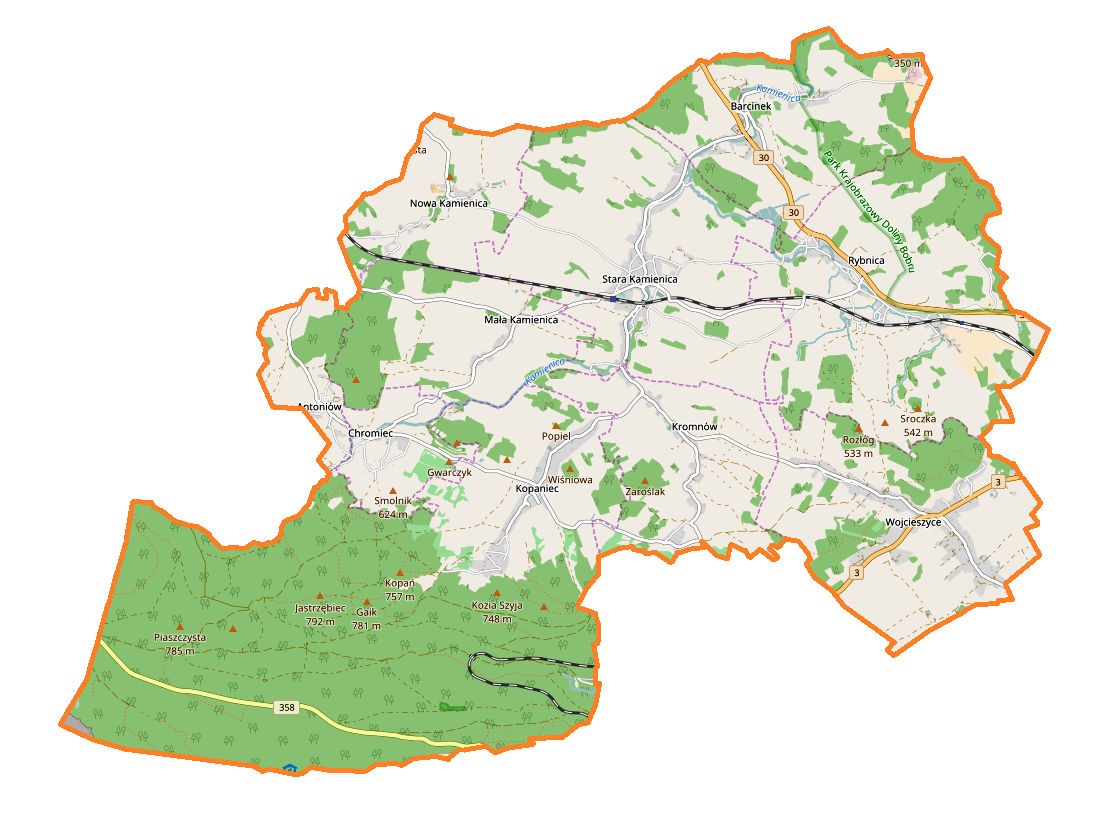
Karte der Gemeinde

Die Gemeinde liegt im Südwesten der Woiwodschaft. Breslau liegt etwa 80 Kilometer nordöstlich. Nachbargemeinden sind die Kreisstadt Jelenia Góra (Hirschberg im Riesengebirge) im Osten, Piechowice im Südosten, Szklarska Poręba im Südwesten, Mirsk im Westen, Lubomierz im Norden und Gmina Jeżów Sudecki im Nordosten.
Die Gemeinde hat eine Fläche von 110,5 km² von der 56 Prozent land- und 36 Prozent forstwirtschaftlich genutzt werden. Ihr Gebiet gehört zu Niederschlesien und erhebt sich bis 792 m n.p.m. Der Nordosten des Gebiets ist Teil des Park Krajobrazowy Doliny Bobru (Landschaftsschutzpark Bobertal). Zu den Fließgewässern gehört die Kamienica (Kemnitzbach).

## Geschichte
Die Landgemeinde wurde 1973 aus Gromadas wieder gebildet. Ihr Gebiet kam 1975 von der Woiwodschaft Breslau zur Woiwodschaft Jelenia Góra, der Powiat wurde aufgelöst. Zum 1. Januar 1999 kam die Gemeinde zur Woiwodschaft Niederschlesien und zum wieder errichteten Powiat Jeleniogórski. Letzterer wurde 2021 in Powiat Karkonoski umbenannt. 

## Partnerschaften
Gemeindepartnerschaften bestehen mit Guttau in der Oberlausitz und Kořenov (Bad Wurzelsdorf) in Tschechien.

## Gliederung
Die Landgemeinde (gmina wiejska) Stara Kamienica besteht aus zehn Dörfern mit einem Schulzenamt (sołectwo; deutsche Namen, amtlich bis 1945):
- Antoniów (Antoniwald)
- Barcinek (Berthelsdorf)
- Chromiec (Ludwigsdorf)
- Kopaniec (Seifershau)
- Kromnów (Krommenau)
- Mała Kamienica (Hindorf)
- Nowa Kamienica (Neukemnitz)
- Rybnica (Reibnitz)
- Stara Kamienica (Alt Kemnitz)
- Wojcieszyce (Voigtsdorf)

## Verkehr
Die Landesstraßen DK3 und DK30 verlaufen durch das Gebiet der Gemeinde. Bahnanschluss besteht mit den Bahnhöfen in Stara Kamienica und Rybnica an der Bahnstrecke Breslau–Görlitz. Der nächste internationale Flughafen ist Breslau.